# Bahdinan
Bahdinan is een Koerdisch gebied in het noorden van Irak in de provincie Duhok.
Bahdinan was vroeger een emiraat binnen het Osmaanse Rijk. Hiervan was Amediye de hoofdstad. In Bahdinan wordt het Bahdini gesproken, dat is een subdialect van het Kurmanci, het hoofd-Koerdisch.